# La tumba de la isla maldita
La tumba de la isla maldita, comercialitzada també com Crypt of the Living Dead o Vampire Woman és una pel·lícula de terror hispano/estatunidenca del 1973 dirigida per Juli Salvador, amb imatges addicionals dirigides per Ray Danton, i protagonitzada per Andrew Prine, Teresa Gimpera, Mark Damon i Patty Shepard.

## Argument
La vampiressa Hannah (Teresa Gimpera), enterrada en una illa remota, es desperta accidentalment i comença a terroritzar els habitants de l'illa.

## Repartiment
- Andrew Prine com a Chris Bolton
- Patty Shepard com a Mary
- Mark Damon com a Peter
- Teresa Gimpera com a Hannah

## Mitjans domèstics
La pel·lícula va ser llançada en DVD per VCI el juny de 2001.